# جامعة هانسنغ

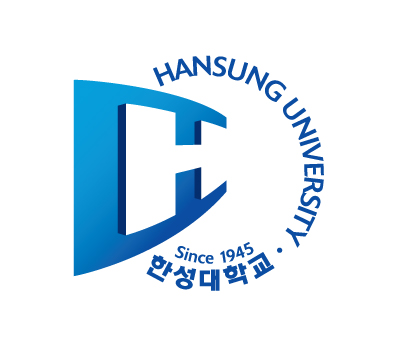

جامعة هانسُنغ (بالإنجليزية: Hansung University)‏، ((هانغل: 한성여자대학)) هي جامعة كورية في سول (أو سيئول)عاصمة كوريا الجنوبية. بدأت الجامعة عام 1972 باسم «جامعة هانسنغ النسوية». تضم كلية علم الاجتماع، كلية العلوم الإنسانية، كلية الفنون، كلية الهندسة، وعدد من الأقسام الأخرى.